# せかいでいちばん
「せかいでいちばん」は、井上苑子の楽曲で6作目のシングルとして2017年11月1日にEMI RECORDSから発売。作詞・作曲は水野良樹（いきものがかり）。

## 収録曲

### CD
1. せかいでいちばん
ネットフリックス系恋愛バラエティ番組『あいのり Asian Journey』主題歌
2. せかいでいちばん （Acoustic ver.）
3. せかいでいちばん (カラオケ ver.)

### DVD
1. レコーディング&撮影メイキング映像
2. 発売特別企画 “世界でいちばん恋したい!” 恋愛応援プロジェクト!
3. ファーストデート (盆踊りver.) (「いのうえ夏祭り2017」 LIVE アンコール映像)
4. 君がいればOK!~サマサマキュンキュン大作戦~ (「いのうえ夏祭り2017」 LIVE アンコール映像)